# Cyberzagrożenie
Cyberzagrożenie – wszelkie potencjalne okoliczności, zdarzenie lub działanie, które mogą wyrządzić szkodę, spowodować zakłócenia lub w inny sposób niekorzystnie wpłynąć w przypadku sieci i systemów informatycznych, użytkowników takich systemów oraz innych osób.
Kategorie cyberzagrożeń:
- backdoor
- blokada usług ang. denial-of-service
- ataki z dostępem bezpośrednim
- podsłuchiwanie
- ataki polimorficzne
- phishing
- eskalacja uprawnień
- inżynieria odwrotna
- side-channel attack
- social engineering
- spoofing
- tampering
- malware

W celu przeciwdziałania cyberzagrożeniom stosowane są programy antywirusowe.